# Norman Forde
Norman Forde (Mount Brevitor, Barbados; 30 de abril de 1977) es un futbolista de Barbados que juega en la posición de centrocampista y que actualmente milita en el Youth Milan FC de la Primera División de Barbados.

## Carrera

### Club
| Periodo   | Club           |
| --------- | -------------- |
| 1997-2007 | Youth Milan FC |
| 2008      | Notre Dame SC  |
| 2009-     | Youth Milan FC |

### Selección nacional
Jugó para Barbados de 1998 a 2011 donde anotó 17 goles en 74 partidos, siendo en jugador con más apariciones con la selección nacional.

## Logros

### Club
- Primera División de Barbados: 3

2006, 2008, 2011
- Copa FA de Barbados: 3

2002, 2008, 2009

### Individual
- Goleador de la Primera División de Barbados en 2008 (13 goles) con el Notre Dame SC.[2]

## Estadísticas

### Goles internacionales
| #   | Fecha                    | Sede                                                    | Rival                        | Gol | Resultado | Torneo    |
| --- | ------------------------ | ------------------------------------------------------- | ---------------------------- | --- | --------- | --------- |
| 1.  | 18 de marzo de 2000      | National Cricket Stadium, St. George's (Granada)        | Granada                      | 0-2 | 2-3       | QCM 2002  |
| 2.  | 4 de abril de 2001       | André Kamperveen Stadion, Paramaribo (Surinam)          | Granada                      | 2-1 | 2-1       | QCAR 2001 |
| 3.  | 8 de abril de 2001       | André Kamperveen Stadion, Paramaribo (Surinam)          | Aruba                        | 3-1 | 5-2       | QCAR 2001 |
| 4.  | 11 de enero de 2004      | Barbados National Stadium, Bridgetown (Barbados)        | Granada                      | 1-0 | 2-0       | Amistoso  |
| 5.  | 13 de febrero de 2005    | Barbados National Stadium, Bridgetown (Barbados)        | Guyana                       | 1-0 | 3-3       | Amistoso  |
| 6.  | 24 de febrero de 2005    | Barbados National Stadium, Bridgetown (Barbados)        | Trinidad y Tobago            | 1-1 | 2-3       | CAR 2005  |
| 7.  | 19 de noviembre de 2006  | Barbados National Stadium, Bridgetown (Barbados)        | Bahamas                      | 1-0 | 2-1       | QCAR 2007 |
| 8.  | 21 de noviembre de 2006  | Barbados National Stadium, Bridgetown (Barbados)        | San Vicente y las Granadinas | 2-0 | 3-0       | QCAR 2007 |
| 9.  | 13 de enero de 2008      | Carlton Club Ground, Black Rock (Barbados)              | Antigua y Barbuda            | 1-0 | 3-2       | Amistoso  |
| 10. | 13 de marzo de 2008      | Victoria Park, Kingstown (San Vicente y las Granadinas) | San Vicente y las Granadinas | 0-2 | 0-2       | Amistoso  |
| 11. | 26 de septiembre de 2008 | Warner Park, Basseterre (San Cristóbal y Nieves)        | Islas Vírgenes Británicas    | 1-2 | 1-2       | QCAR 2008 |
| 12. | 23 de octubre de 2008    | Estadio Pedro Marrero, La Habana (Cuba)                 | Surinam                      | 1-0 | 3-2       | QCAR 2008 |
| 13. | 23 de octubre de 2008    | Estadio Pedro Marrero, La Habana (Cuba)                 | Surinam                      | 2-0 | 3-2       | QCAR 2008 |
| 14. | 23 de octubre de 2008    | Estadio Pedro Marrero, La Habana (Cuba)                 | Surinam                      | 3-0 | 3-2       | QCAR 2008 |
| 15. | 27 de octubre de 2008    | Estadio Pedro Marrero, La Habana (Cuba)                 | Antillas Neerlandesas        | 0-1 | 1-2       | QCAR 2008 |
| 16. | 8 de octubre de 2010     | Victoria Park, Kingstown (San Vicente y las Granadinas) | Montserrat                   | 0-1 | 0-5       | QCAR 2010 |
| 17. | 8 de octubre de 2010     | Victoria Park, Kingstown (San Vicente y las Granadinas) | Montserrat                   | 0-5 | 0-5       | QCAR 2010 |